# Nordisk Film
Nordisk Film A/S (lit. 'Film nordic') este o companie daneză de divertisment și o filială a Egmont Group. Compania de divertisment multimedia este, de asemenea, implicată în producția de televiziune, cinematografe, jocuri pe calculator și publicitate. 
Studioul de film a fost înființat în 1906 în Valby, Copenhaga de cineastul Ole Olsen. Este al patrulea cel mai vechi studio de film din lume, după Gaumont, Pathé și Titanus, și cel mai vechi studio care este activ continuu. Sigla constă dintr-un urs polar care stă pe glob.

## Istoric

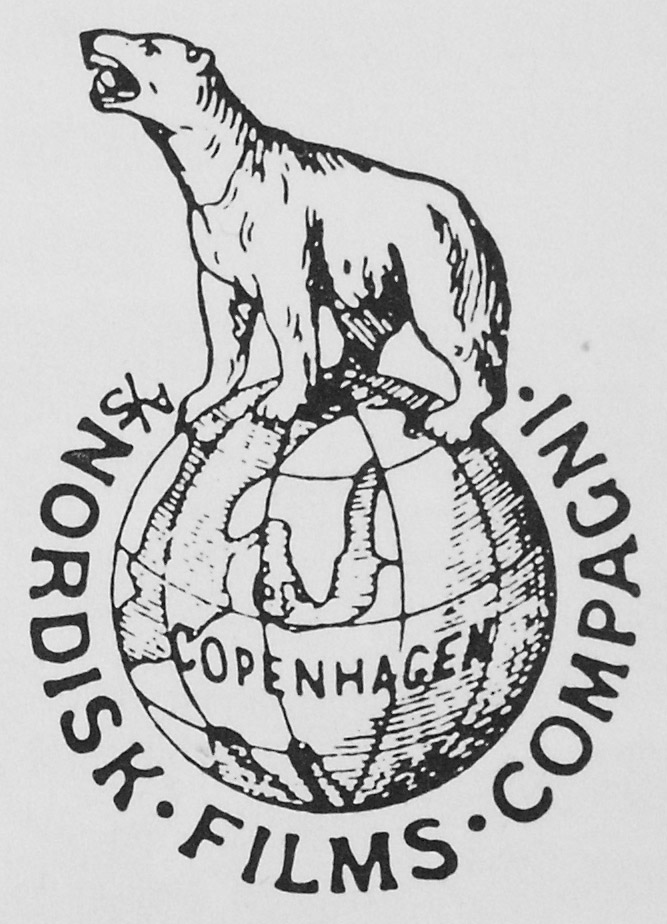
Sigla Nordisk Films la inaugurare în 1906

A fost fondată în 1906 de Ole Olsen, mai întâi ca „Industria de film a lui Ole Olsen” sau „Fabrica de film a lui Ole Olsen” și, în cele din urmă, pe 6 noiembrie 1906 ca „Nordisk Films Compani” fondată în Vimmelskaftet, Danemarca. Primul regizor important al companiei a fost Viggo Larsen, care a turnat filmul de succes Løvejagten / Løvejagten på Elleore în 1907. În anii 1910, regizorul August Blom a realizat numeroase filme pentru societate, inclusiv adaptarea cinematografică Gerhart-Hauptmann, Atlantis (1913 ) cu Olaf Fønss în rolul principal.
Asta Nielsen a început și el să facă filme la Nordisk în 1910, dar a plecat în Germania puțin mai târziu. Cel mai ocupat actor al companiei a fost Valdemar Psilander.
Cel mai cunoscut regizor al celei de-a doua jumătate a secolului a fost Erik Balling, care era cunoscut, printre altele, pentru filmele cu Olsen Gang (din 1968) și serialele de televiziune Oh, acești chiriași (1970) și Oamenii din Korsbaek (1978).
Din 1996 Nordisk Film acordă Premiile Nordisk Film (Nordisk Film Prisen) cu ocazia celei de-a 90-a aniversări, oamenilor pentru meritele speciale în filmul danez și al televiziunii daneze. Din 2006, Nordisk acordă stipendiumul „Erik Ballings Rejselegat”, un premiu numit după regizorul danez Erik Balling.

## Filme Nordisk Film
- 1907 Vânătoarea de lei (Løvejagten / Løvejagten på Elleore), regia Viggo Larsen
- 1910 Sclava albă (Den hvide slavehandel), regia August Blom
- 1911 Aviatorul și ziarista (En lektion / Aviatikeren och journalistens hustru), regia	August Blom
- 1911 Baletista (Balletdanserinden), regia	August Blom
- 1911 Primejdiile capitalei / Fiul rătăcitor (Ved Fængslets Port), regia August Blom
- 1912 Fiica guvernatorului (Guvernørens datter), regia August Blom
- 1913 Atlantis (Atlantis), regia August Blom
- 1916 Billetul de loterie nr. 22162 (Lotterieseddel No. 22162), regia August Blom
- 1916 Noaptea răzbunării (Hævnens nat), regia Benjamin Christensen
- 1918 Fiii poporului (Folkets ven), regia Holger-Madsen
- 1956 Qivitoq (Qivitoq), regia Erik Balling
- 1960 M-am îndrăgostit la Copenhaga (Forelsket i København), regia Finn Henriksen
- 1965 Freddy, lovește tu întâi! (Slå først, Frede!), regia Erik Balling
- 1967 Pelerina roșie (Den Røde kappe), regia Gabriel Axel
- 1971 Cecilia, o tragedie a ținutului mlaștinilor (Hosekræmmeren), regia Knud Leif Thomsen
- 1974 Ultimele aventuri ale bandei lui Olsen (Olsen-bandens sidste bedrifter), regia Erik Balling
- 1987 Festinul Babettei (Babettes gæstebud), regia Gabriel Axel